# Damasqueiro
O damasqueiro (Prunus armeniaca, "ameixa arménia" em latim) é uma árvore da família das rosáceas que atinge de 3 a 10 metros de altura. Possui folhas cordiformes ou ovadas, serreadas e com o pecíolo vermelho; flores solitárias ou geminadas, róseas ou brancas; e drupas subglobosas, com um sulco mediano característico, amarelas ou alaranjadas, com polpa carnuda e sumarenta.
É conhecida no norte da China desde 2000 a.C., sendo muito cultivada em vários países, com inúmeros híbridos e variedades, principalmente devido à sua madeira dura e ao seu fruto, o damasco (também chamado de apricó, abricó, abricô, abricoque, abricote, alberge, albricoque, albicorque, alpece, alperce e alperche), comestível ao natural e internacionalmente consumido como fruta seca e em doces.

## Diccionario de botanica brasileira
O Diccionario de botanica brasileira (1873) dá a seguinte descrição: árvore média, de flores brancas, os frutos são carnosos indeiscentes de 9 a 12 centímetros de diâmetro, redondos, amarelos, comestíveis quando maduros, aromáticos, mas não de agradável cheiro; o epicarpo pouco espesso, um tanto peludo e com um sulco lateral ; a massa um tanto seca e amarela, envolve uma noz. Cultiva-se esta planta nas províncias do Sul do Império.

## A amêndoa do damasco

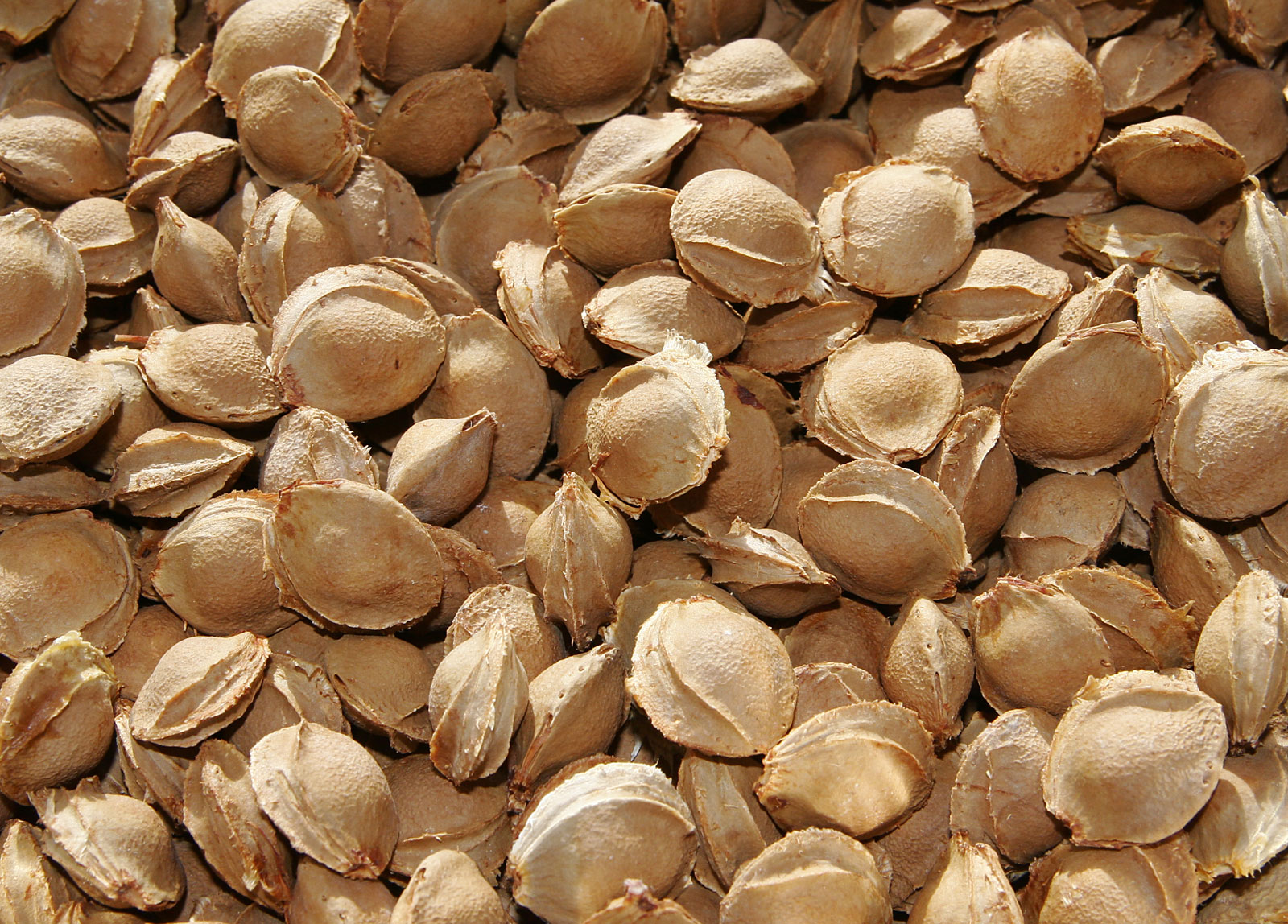
Sementes de damasqueiro

A amêndoa do alperce, ou seja, o miolo do caroço (a semente) e, por vezes também do pêssego, chamada em italiano armellina, é usada em culinária para substituir ou reforçar o sabor da amêndoa amarga, por exemplo, na confeção dos biscoitos amaretti. É, também, usada no fabrico dos licores franceses "Noyau de Poissy".

## Produção mundial
| País                                     | Produção de damasco em 2018 (toneladas anuais) |
| ---------------------------------------- | ---------------------------------------------- |
| Turquia                                  | 750.000                                        |
| Uzbequistão                              | 493.842                                        |
| Irão                                     | 342.479                                        |
| Argélia                                  | 242.243                                        |
| Itália                                   | 229.020                                        |
| Espanha                                  | 176.289                                        |
| Paquistão                                | 128.382                                        |
| França                                   | 114.785                                        |
| Japão                                    | 112.400                                        |
| Ucrânia                                  | 111.670                                        |
| Fonte: Food and Agriculture Organization |                                                |

## Galeria

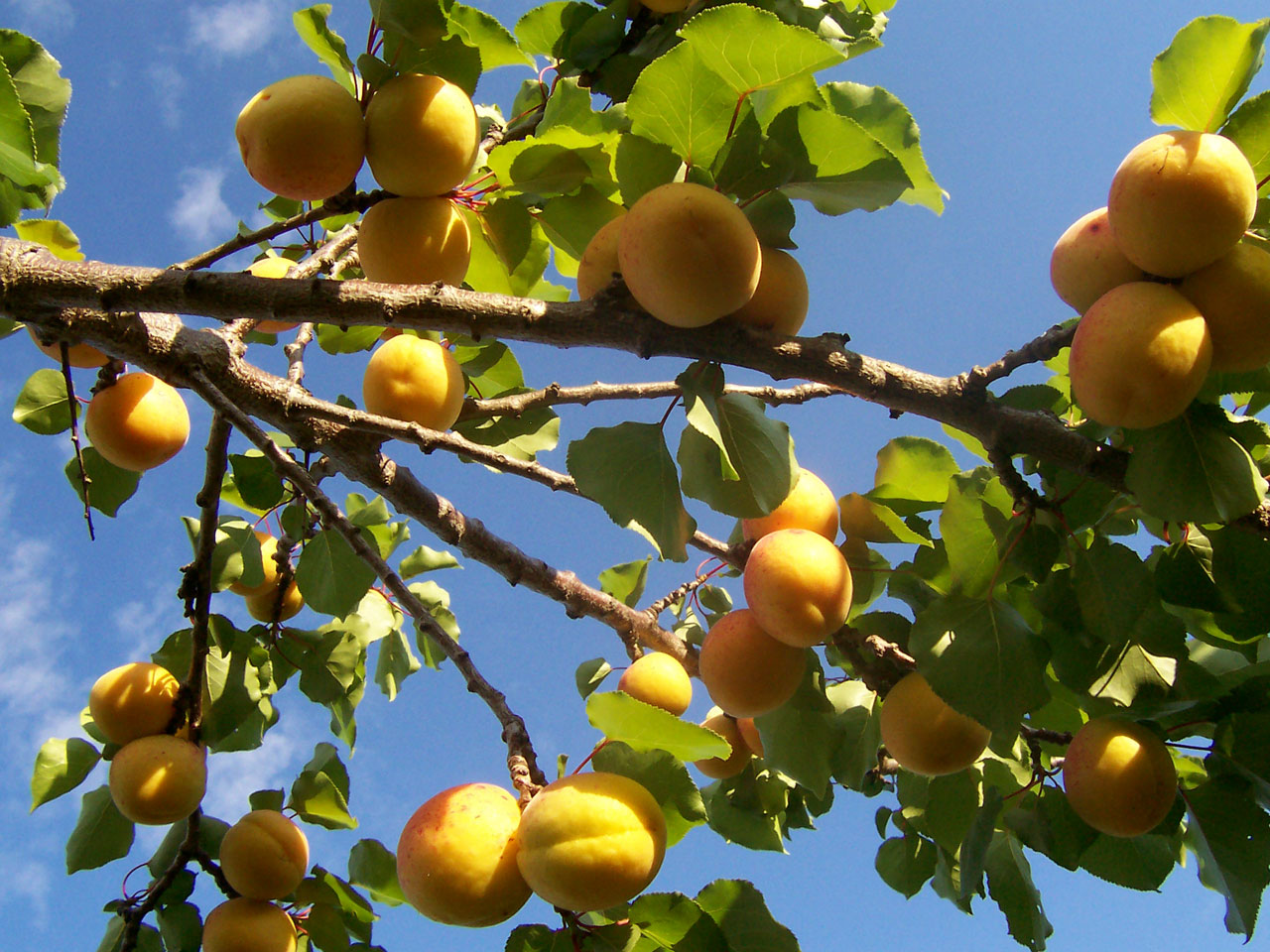
Damasqueiro
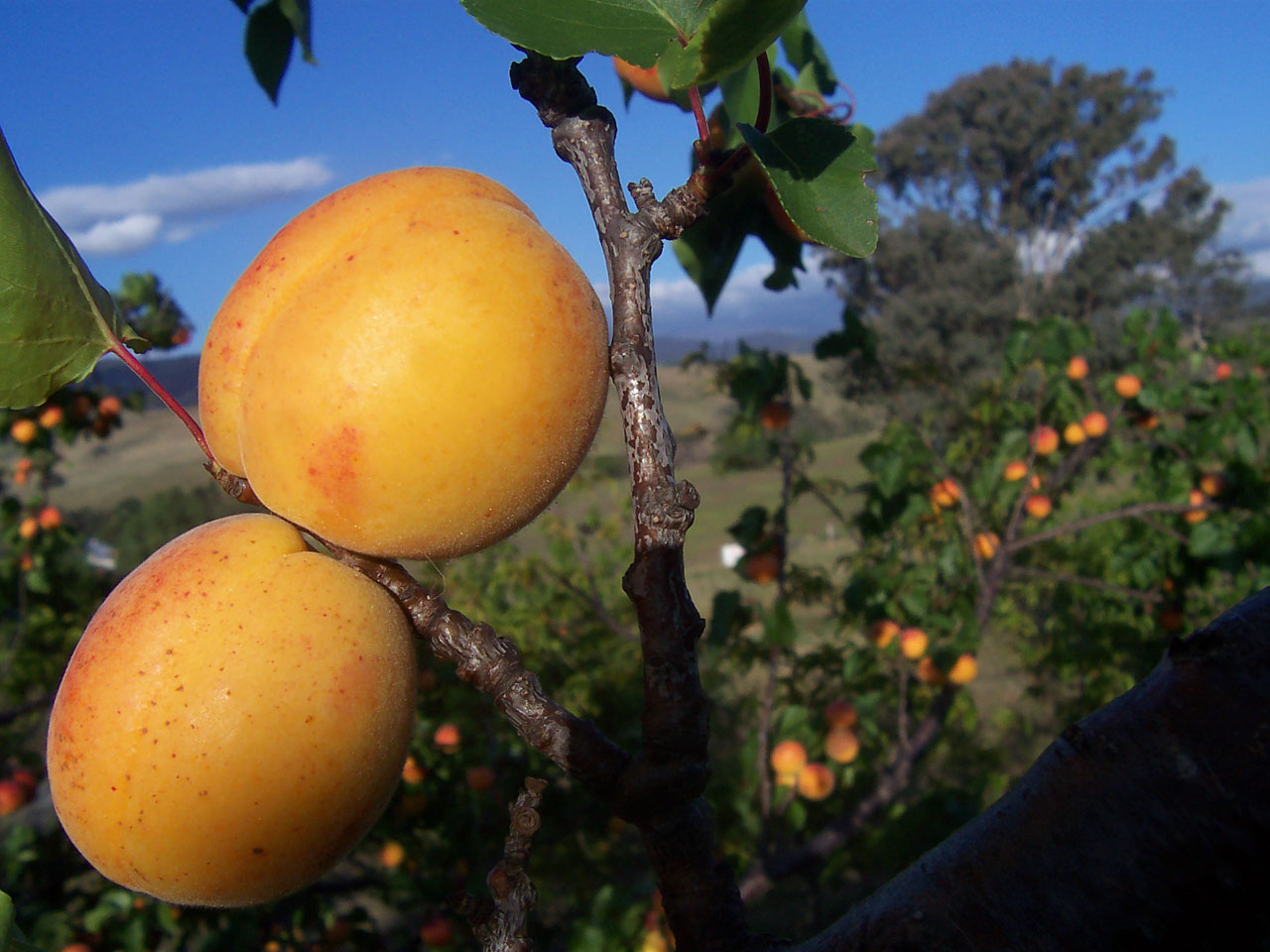
Damascos
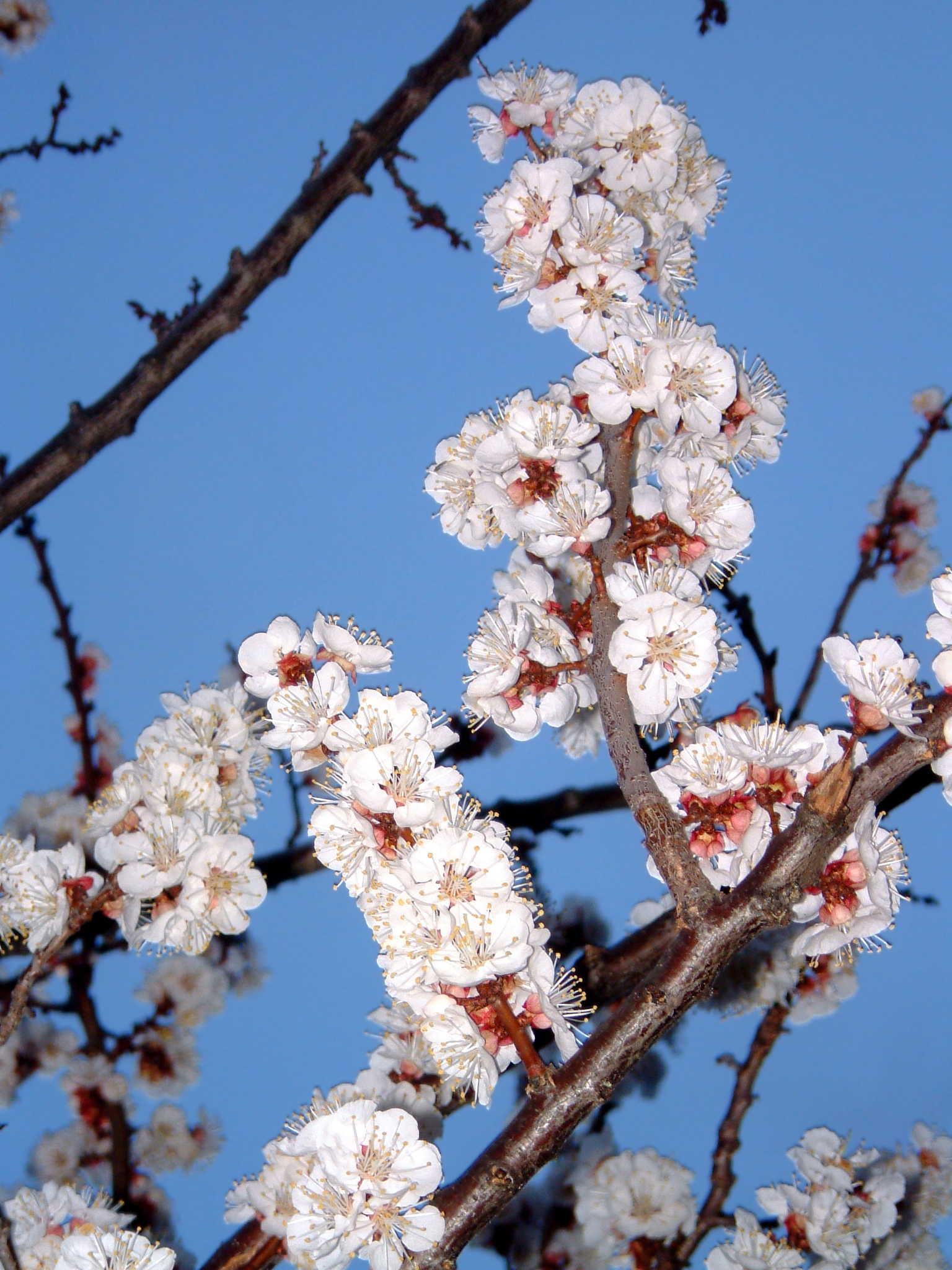
Flores de damasqueiro
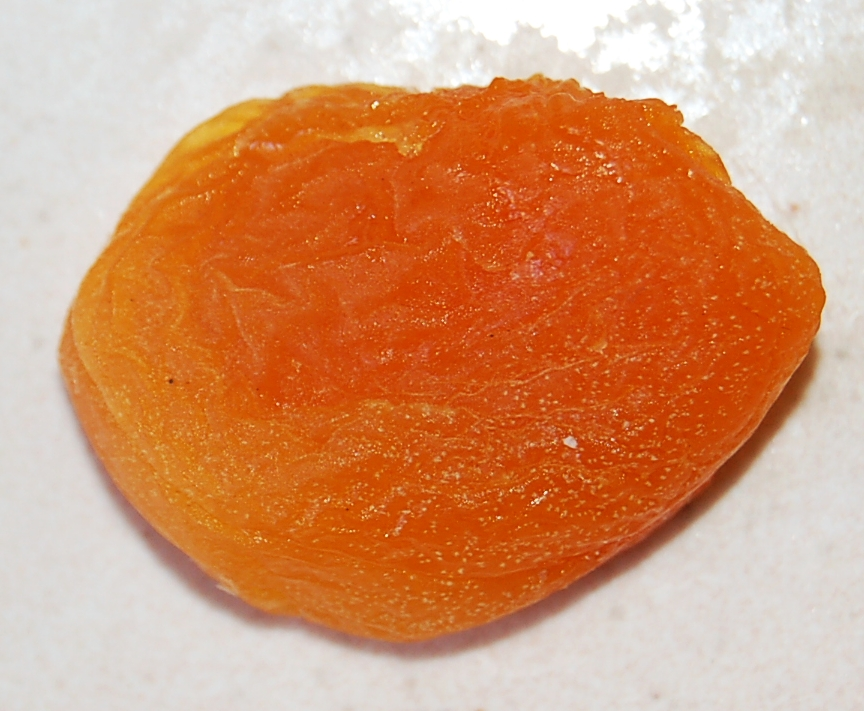
Passa de damasco